# Groupe d'Intervention de la Gendarmerie Nationale
Groupe d'Intervention de la Gendarmerie Nationale (kratica GIGN) je francoska specialna enota. Enota je interventna skupina državne žandarmerije, sestavljena pa je iz petih častnikov in 82 podčastnikov. Skupaj z EPIGN-om in GSPR-jem sestavlja GSIGN, sedež pa ima v francoskem mestu Satory.
Enota je bila ustanovljena leta 1973, uradno pa je začela delovati 1. marca 1974. Prvi poveljnik enote je postal poročnik Christian Prouteau.